# Jacques Bernard Hombron
El doctor Jacques Bernard Hombron (1798 – 1852) va ser un cirurgià, marí i naturalista francès.
Hombron va participar com a cirurgià i naturalista al viatge francès de l'Astrolabe i de la Zelee comandat per Dumont d'Urville on s'investigà el perímetre de l'Antàrtida entre 1837 i 1840.
Va descriure un nombre considerable de plantes (van ser 55) i d'animals conjuntament amb Honoré Jacquinot.

## Algunes publicacions

### Llibres
- Charles Hector Jacquinot, Jacques Bernard Hombron, Jean François Camille Montagne, Joseph Decaisne. 1842. Voyage au Pôle Sud et dans l'Océanie sur les corvettes "L'Astrolabe" et "La Zélée", exécuté ... pendant les années 1837-1840 sous le commandement de J. Dumont-d'Urville. Volumen 3. Editor Gide, x + 459 pp. en línia[Enllaç no actiu]
- Louis François Emmanuel Rousseau, Jacques Bernard Hombron, Honoré Jacquinot. 1854. Voyage au Pôle Sud et dans l'Océanie sur les corvettes l'Astrolabe et La Zélée, exécuté par ordre du Roi pendant les années 1837, 1838, 1839, 1840: Zoologie. Volum 5. Editor Gide & Baudry, 132 pp.

## Honors

### Epònims
Gènere
- (Pandanaceae) Hombronia Gaudich[1]

Espècies
- (Arecaceae) Hydriastele hombronii (Becc.) W.J.Baker & Loo[2]

- (Asteraceae) Cotula hombronii Franch.[3]

- (Asteraceae) Pleurophyllum hombronii Decne.[4]

- (Clusiaceae) Garcinia hombroniana Pierre[5]

- (Loranthaceae) Amylotheca hombronii Danser[6]

- (Loranthaceae) Decaisnina hombronii Tiegh.[7]

- (Moraceae) Ficus hombroniana Corner[8]

- (Melastomataceae) Melastoma hombronianum Naudin[9]

- (Orchidaceae) Phalaenopsis hombronii Finet[10]

- (Pandanaceae) Freycinetia hombronii Martelli[11]

- (Piperaceae) Peperomia hombronii C.DC.[12]

- (Rubiaceae) Psychotria hombroniana (Baill.) Fosberg[13]

## Abreviatura
L'abreviatura Hombron es fa servir per indicar  Jacques Bernard Hombron com autoritat en la descripció i taxonomia dins la zoologia.